# Epidendrum ancistronum
Epidendrum ancistronum är en orkidéart som beskrevs av Eric Hágsater och Dodson. Epidendrum ancistronum ingår i släktet Epidendrum och familjen orkidéer. Inga underarter finns listade i Catalogue of Life.